# Globos de Ouro de 1999
A 4.ª edição dos Globos de Ouro ocorreu a 11 de abril de 1999 no Coliseu dos Recreios, em Lisboa, com apresentação de Catarina Furtado.

## Cinema
- Melhor Filme: Zona J, de Leonel Vieira[1][2]
- nomeado: Os Mutantes, de Teresa Villaverde
- Melhor Realizador: Manoel de Oliveira[2]
- nomeado: Leonel Vieira[2]
- nomeada: Teresa Villaverde em Os Mutantes, de Teresa Villaverde
- Melhor Atriz: Ana Bustorff em Sapatos Pretos, de João Canijo e Zona J, de Leonel Vieira[2]
- nomeada: Ana Moreira em Os Mutantes, de Teresa Villaverde
- Melhor Ator: Diogo Infante em Pesadelo Cor de Rosa, de Fernando Fragata[2]
- nomeado: Vítor Norte,[2]
- nomeado: Alexandre Pinto em Os Mutantes, de Teresa Villaverde
- nomeado: Félix Fountoura em Zona J, de Leonel Vieira

## Desporto
- Personalidade do Ano: Luís Figo[1]

## Moda
- Personalidade do Ano: José Manuel Gonçalves e Manuel Alves[2]

## Teatro
- Personalidade do Ano: Ruy de Carvalho[1]

## Música
- Melhor Intérprete Individual: Rui Veloso[1][2]
- Melhor Grupo: Silence 4[2]
- Melhor Canção: "Todo o Tempo do Mundo" de Rui Veloso[1][2]

## Televisão
- Melhor apresentador de Informação: José Alberto Carvalho[1]
- Melhor apresentador de Entretenimento: Herman José[1]
- Melhor Programa de Ficção e Comédia: Médico de Família[1][2]
- Melhor Programa de Entretenimento: Herman Enciclopédia[1][2]
- Melhor Programa de Informação: Grande Reportagem

## Globo de Mérito e Excelência
- Carlos do Carmo[1][2]